# Nemestrinus candicans
Nemestrinus candicans är en tvåvingeart som beskrevs av Villeneuve 1936. Nemestrinus candicans ingår i släktet Nemestrinus och familjen Nemestrinidae. Inga underarter finns listade i Catalogue of Life.